# JAM Project 15th Anniversary STRONG BOX
JAM Project 15th Anniversary STRONG BOX é o segundo box set lançado pelo JAM Project em 9 de setembro de 2015 pela Lantis.

## Produção
A caixa foi preparada como comemoração dos 15 anos da banda, lançada simultaneamente com a coletânea JAM Project 15th Anniversary Strong Best Motto! Motto!!, que faz parte do conteúdo, e que conta com músicas da banda regravadas com os integrantes atuais.
Um videoclipe da nova versão da música "SKILL", chamado aqui de "SKILL -2015-", foi produzido, com a banda em um palco circular cercada por fãs.

## Recepção
A caixa ficou quatro semanas no Oricon Albums Chart, chegando à 15ª posição.

## Conteúdo
CD:
- JAM Project 15th Anniversary Strong Best Motto! Motto!!

Blu-ray:
- Videoclipes de "MAXIMIZER", "Believe in my existence", "Wings of the legend", "THUMB RISE AGAIN", "Breakthrough", "Rebellion ~Rebellious warriors~", "Kakusei X", "SKILL -2015-" e "The Final Round"
- Making of do videoclipe de "SKILL -2015-"
- Show do JAM Project no Lantis Festival 2015

Camiseta

## Integrantes
- Hironobu Kageyama
- Masaaki Endoh
- Hiroshi Kitadani
- Masami Okui
- Yoshiki Fukuyama